# Orde voor Trouwe Dienst
De Orde voor Trouwe Dienst (Roemeens: "Ordinul "Serviciul Credincios") werd op 28 April 1932 door koning Carol II van Roemenië ingesteld. In eerste instantie had deze ridderorde vier klassen maar in 1937 werd de orde met een officierskruis uitgebreid. De orde werd toegekend voor "uitstekende langdurige en trouwe dienst aan de Koninkrijk van Roemenië". Ook buitenlanders konden in de orde worden opgenomen.
De Orde had na 1937 vijf klassen en het aantal Roemeense leden was beperkt. Bij Decreet van 22 November 1938 werd het aantal leden verhoogd. In het interbellum werden op de Balkan veel orden uitgereikt.

## De vijf graden
- Keten van de Orde voor Trouwe Dienst - 12/15 leden
- Grootkruis - 25 / 35 leden
- Grootofficier - 50/70 leden
- Commandeur - 150 / 200 leden
- Officier na 1937 - 300/400 leden

Dat een orde geen ridders kent is ongebruikelijk. Op een Britse website is overigens wel een zilveren ridderkruis met blauwe emaille afgebeeld.

## Het versiersel
Het versiersel is een op een lauwerkrans gelegd gouden Rupertkruis met helderblauwe emaille. In het centrale medaillon staat het wapen van de referende Hohenzollern en op de achterzijde de tekst "SERVICIU CREDINCIOS" in een krans van lauwerbladeren en eikenloof. Het kruis is met een verhoging in de vorm van een kroon aan het lint bevestigd. Het kruis werd ook "met de zwaarden" toegekend.
Het lint is lichtblauw met een witte centrale streep.
In het oude Roemeense decoratiestelsel kwam deze exclusieve orde op de derde plaats, dus nog vóór de Orde van de Ster van Roemenië en de Orde van de Kroon van Roemenië.